# Alessandro Cialdi
Alessandro Cialdi (Civitavecchia, 9 aprile 1807 – Roma, 26 giugno 1882) è stato un ammiraglio e ingegnere italiano, comandante generale della Marina Pontificia, prese parte attivamente alla prima guerra d'indipendenza e al governo di Pellegrino Rossi, fece parte della Compagnia del Canale di Suez e si occupò della costruzione di Porto Said, fu presidente dell'Accademia dei Lincei e corrispondente dell'Istituto di Francia.

## Biografia
Nato da Luigi, oriundo toscano e Plautilla Gandini, modesta famiglia di commercianti, fece i primi studi in patria, poi a Genova presso la Scuola di Nautica. Fece diversi viaggi in America con bandiera sarda, prima come apprendista, poi come secondo in bastimenti mercantili.
Nel settembre del 1840, Alessandro Cialdi, comandante della Marina Pontificia salpa da Civitavecchia alla volta dell'Egitto, per risalire il Nilo e caricare le colonne di alabastro donate al Papa dal viceré d'Egitto, che giungono a Civitavecchia il 16 agosto dell'anno seguente.
Nel 1842, sempre Alessandro Cialdi condusse un convoglio di tre navi a vapore, acquistate dallo Stato Pontificio in Inghilterra, attraverso il Tamigi, la Manica e quindi per fiumi e canali della Francia fino a Marsiglia e da qui per il Mediterraneo, fino al Tevere.
Sotto il suo comando, la Marina Pontificia, prende parte nel 1848, alla prima guerra d'indipendenza.
Nel 1856 vengono unificate la Marina da Guerra, la Marina di Finanza e la Marina del Tevere sotto la denominazione di Marina Militare Pontificia.
Nel 1860, sempre sotto il suo comando, la Marina pontificia ha un certo miglioramento, grazie soprattutto all'entrata in servizio della pirocorvetta Immacolata Concezione, della quale restano oggi una scialuppa al Museo della scienza e della tecnologia di Milano, un modello in scala ridotta e la bandiera, conservati presso il Museo storico vaticano del Palazzo Lateranense.
Entra a far parte della Compagnia del Canale di Suez e si occupa della costruzione di Porto Said.
Nel 1879 diventa presidente dell'Accademia Nazionale dei Lincei, succedendo a padre Angelo Secchi.
Alla sua morte, nel 1882, lascia molti dei propri scritti alla Biblioteca Vallicelliana e alla Biblioteca di Civitavecchia, che prenderà il suo nome.

## Opere
(Elenco parziale)
- Sopra le ultime disposizioni date ai lavori nel porto canale di Fiumicino, Roma, Tipografia delle Belle Arti, 1848.
- Sul moto ondoso del mare e su le correnti di esso specialmente su quelle littorali, Roma, Tipografia delle Belle arti, 1866.
- Le dighe di Portosàido ed il loro insabbiamento sino al giorno della solenne apertura del Bosforo di Suez, Roma, Tipografia delle Belle Arti, 1869.

Sopra le ultime disposizioni date ai lavori nel porto canale di Fiumicino, 1848
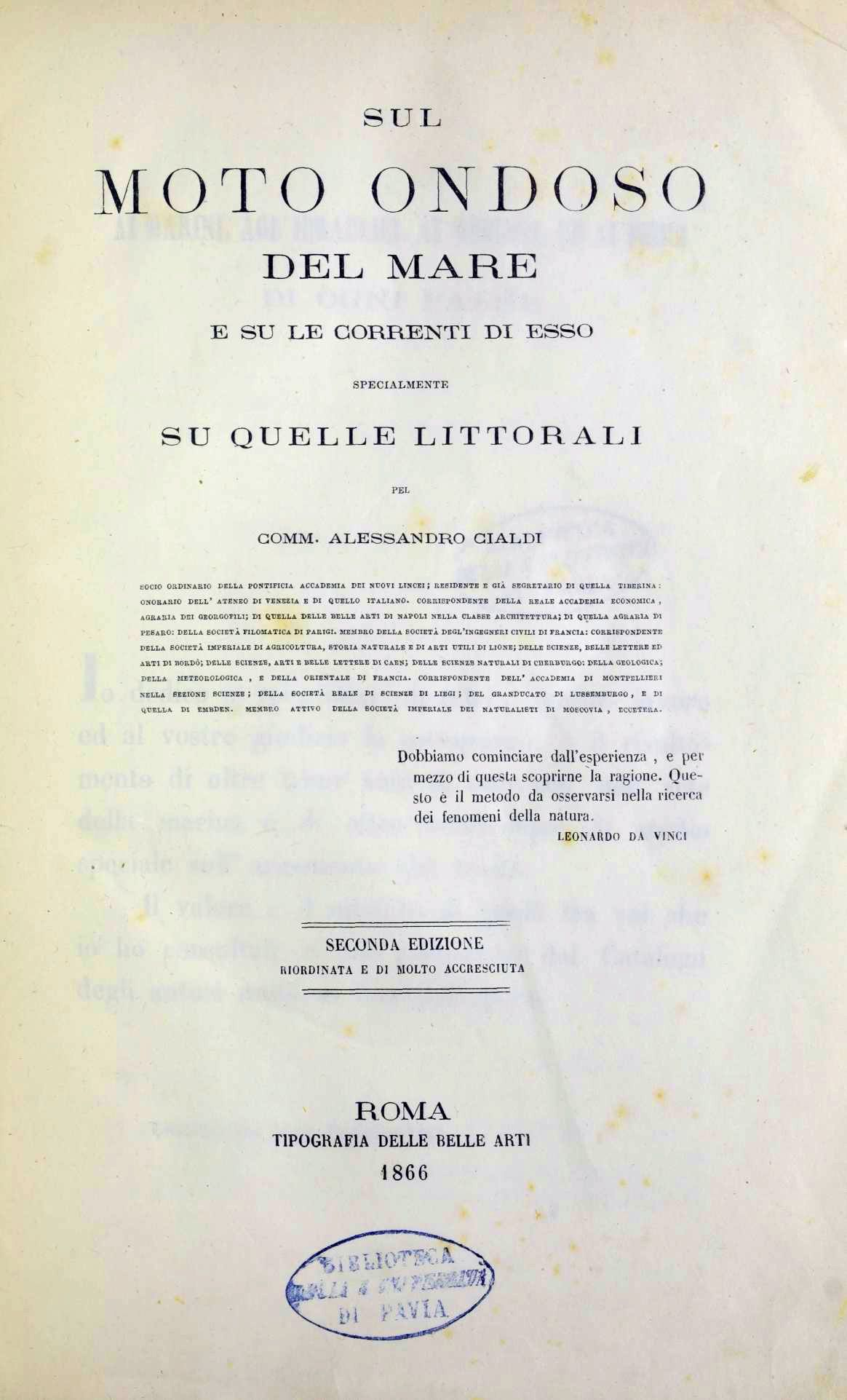
Sul moto ondoso del mare e su le correnti di esso, 1866
Le dighe di Portosàido ed il loro insabbiamento, 1869